# Junior Arias Paravicini
Jorge Junior Arias Paravicini (Santa Cruz de la Sierra, Bolivia; 25 de marzo de 1983) es un periodista y presentador de televisión boliviano. Es el hijo mayor (primogénito) del reconocido abogado y periodista Jorge Arias Banegas.

## Biografía
Junior Arias nació el 25 de marzo de 1983 en la ciudad de Santa Cruz de la Sierra. Es hijo del periodista Jorge Arias Banegas (n. 1958), quien es dueño del canal Gigavisión y de Viviana Paravicini.
El noviembre de 2016, un avión perteneciente a la aerolínea boliviana LaMia se estrelló en la localidad de Cerro Gordo en Colombia mientras trasladaba al equipo de fútbol brasileño Chapecoense. En el fatal accidente aéreo, llegó a fallecer la piloto Sisy Arias Paravicini (1987), quien era la hija del periodista Jorge Arias y la hermana menor del periodista Junior Arias.
El 3 de junio de 2020, tras la difusión de un reportaje sobre la compra irregular de agentes químicos (gases lacrimógenos) por parte del estado boliviano y un pedido de rectificación del Ministerio de Gobierno de Bolivia, Junior Arias anunció que se tomaría una licencia temporal (pausa) en su diario trabajo que desempeña como periodista investigador, esto con el objetivo de precautelar la seguridad de los trabajadores del canal Gigavisión así como también para precautelar la seguridad e integridad física de su propia familia. Aunque cabe mencionar, que volvió una semana después.
Esto debido a que Junior Arias, comenzó a realizar una serie de investigaciones con respecto a presuntas irregularidades dentro de la Empresa Nacional de Telecomunicaciones (ENTEL), así como también irregularidades en la principal empresa estatal Yacimientos Petrolíferos Fiscales Bolivianos (YPFB), irregularidades en el Servicio de Impuestos Nacionales (SIN), así como también denunció el uso indiscriminado de los aviones de la Fuerza Aérea Boliviana (FAB) para uso privado por parte del ministro de la Presidencia de Bolivia Yerko Núñez Negrette y de Carolina Ribera Áñez, hija de la presidenta Jeanine Áñez Chávez, la compra irregular de respiradores con sobreprecio por parte del Ministerio de Salud y Deportes de Bolivia y el uso irregular de intermediarios para la adquisición de gases lacrimógenos para el Ministerio de Gobierno de Bolivia, todas estas irregularidades durante el gobierno de Jeanine Áñez Chávez.

## Puntos críticos en su carrera
En julio de 2020, el canal Gigavisión recibió amenazas por parte de funcionarios públicos del Gobierno de Jeanine Añez
El 28 de mayo de 2023 tuvo que dejar Bolivia para protegerse, ante la crisis de seguridad personal, como profesional en el ejercicio de sus funciones, horas después que el interventor Carlos Colodro murió sospechosamente, resolviendo el caso del ex banco Fassil, Junior Arias así como el interventor, no contaba con seguridad y garantías efectivas por parte del gobierno, para realizar su trabajo.